# Hunga Tonga
Hunga Tonga-Hunga Haʻapai là một ngọn núi lửa cách Fonuafoʻou (hay còn gọi là Đảo Falcon) về phía đông nam khoảng 30 kilômét (19 dặm), là một phần của quốc gia Tonga.
Núi lửa này là một phần của cung núi lửa Tonga- Kermadec đang hoạt động mạnh, một khu vực hút chìm kéo dài từ New Zealand về phía đông bắc đến Fiji. Núi lửa nằm khoảng 100 kilômét (62 mi)  phía trên một vùng địa chấn rất tích cực. Mắc ma được hình thành khi hai mảng kiến tạo tan chảy với nhau dưới nhiệt độ và áp suất cao, và đá quá nóng bị buộc lên bề mặt. Vòng cung đảo được hình thành tại ranh giới hội tụ, nơi mảng Thái Bình Dương chìm dưới mảng Ấn-Úc.

## Núi lửa và miệng núi lửa
Ngọn núi lửa là một ngọn núi lửa ngầm cao hơn so với mực nước biển năm 2009 do một vụ phun trào núi lửa và nằm dưới mặt nước giữa hai hòn đảo (Hunga Tonga và Hunga Ha'apai), đó là tàn dư của vành phía tây và phía bắc của miệng núi lửa. Hai hòn đảo (một phần của nhóm Haʻapai) cách nhau khoảng 1,6 kilômét (0,99 mi), và khoảng 2 km (1,2 mi) và bao gồm phần lớn andesit. Hunga Tonga đạt độ cao 149 mét (489 ft) trong khi Hunga Ha'apai chỉ cao 128 mét (420 ft) so với mực nước biển. Không có hòn đảo nào rộng lớn: Hunga Tonga rộng khoảng 390.000 mét vuông (0,15 dặm vuông Anh) và Hunga Ha'apai là 650.000 mét vuông (0,25 dặm vuông Anh). Cả hai hòn đảo đều không được phát triển do thiếu nơi neo đậu, mặc dù có những mỏ guano lớn trên mỗi hòn đảo.
Các vụ phun trào tại một bãi đá - khoảng 3,2 kilômét (2,0 mi) về phía đông nam của Hunga Haʻapai và 3 kilômét (1,9 mi) phía nam Hunga Tonga - đã được báo cáo vào năm 1912 và 1937. Một vụ phun trào khác xảy ra từ khe nứt 1 kilômét (0,62 mi)  về phía nam-đông nam của apai Hunga Hà ʻ năm 1988.
Các hòn đảo trong thần thoại Tongan là một trong số ít những hòn đảo không bị khai thác quá mức. Tongans gọi chúng là những hòn đảo "nhảy qua nhảy lại" (tức là hứng chịu nhiều động đất). Những người châu Âu đầu tiên nhìn thấy các hòn đảo là những người cùng với các nhà thám hiểm người Hà Lan Willem Schouten và Jacob Le Maire vào năm 1616, mặc dù nhà thám hiểm người Anh James Cook đã đến thăm họ nhiều lần vào năm 1777 và biết được tên Tongan của họ.

## Địa chất
Mức độ hiện tại của hòn đảo này bao gồm cả các đảo cựu Hunga Tonga và Hunga Haʻapai. Vụ phun trào ban đầu đã liên kết vùng đất mới nổi với Hunga Haʻapai lớn hơn và dữ dội hơn. Hunga Tonga, ở phía đông bắc, từ đó đã trở nên gắn bó thông qua một tombolo, và tiền đặt cọc cát thêm đã xây dựng lên ở cuối phía nam của kết nối với Hunga Haʻapai. Bản thân miệng núi lửa đã bị xói mòn nhanh chóng ở phía nam, ban đầu cho phép mở miệng núi lửa ra đại dương ở phía đông nam. Điều này đã trở nên tách biệt với biển bởi một dải cát nông, tạo thành một đầm phá. Ban đầu người ta tin rằng toàn bộ hòn đảo sẽ bị xói mòn nhanh chóng, nhưng các nhà khoa học hiện tin rằng quá trình này có thể mất nhiều thập kỷ.

## Vụ phun trào năm 2009

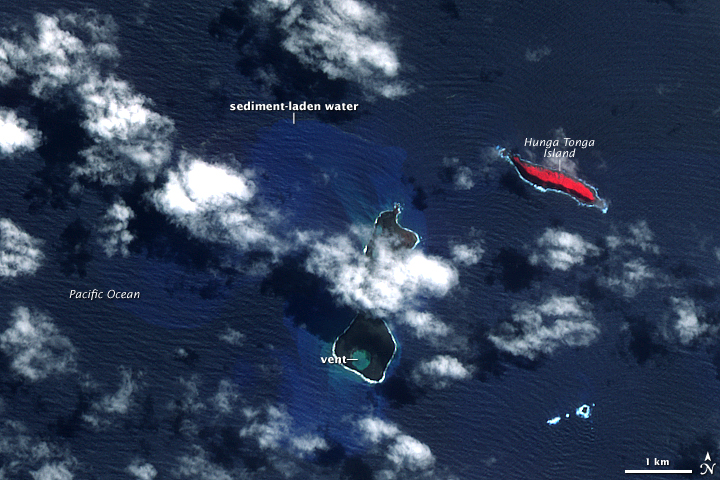
Ảnh vệ tinh màu giả lấy ngày 25 tháng 3 năm 2009, cho thấy vùng đất mới phía nam của Hunga Haʻapai. Mây che khoảng trống giữa các vùng đất mới và Hunga Haʻapai. Lỗ thông hơi là lỗ tròn gần như hoàn hảo gần rìa phía nam của vùng đất mới. Đại dương xung quanh núi lửa đang phun trào có màu xanh sáng, biểu thị tro, đá và các mảnh vụn núi lửa khác. Đất phủ thực vật có màu đỏ. Lưu ý rằng Hunga Haʻapai giờ là màu đen, cho thấy rằng thực vật trên đảo hiện nay đang bị chôn vùi trong tro hay đã chết.

Trên 16 tháng 3 năm 2009, một vụ phun trào gần apai Hunga Haʻapai đầu phun hơi nước, khói, đá bọt, và hàng ngàn tro chân vào bầu trời phía trên đại dương. Cho đến tháng 21, nhà địa chất học trưởng Tonga, Kelepi Mafi, báo cáo dung nham và tro ra từ hai lỗ thông hơi-one trên apai đảo không có người ở Hunga Hà ʻ khác khoảng 100 mét (330 ft)  ngoài khơi. Vụ phun trào đã lấp đầy khoảng trống giữa hai lỗ thông hơi, tạo ra bề mặt đất mới rộng hàng trăm mét vuông. Đợt phun trào tàn phá apai Hunga Hà ʻ bao gồm nó trong tro đen và tước nó thảm thực vật và động vật.
Vụ phun trào núi lửa đã thu hút sự chú ý trên toàn thế giới. Núi lửa đã được giới thiệu trong một phần của chương trình truyền hình Angry Planet vào năm 2009.

## Vụ phun trào 2014-15

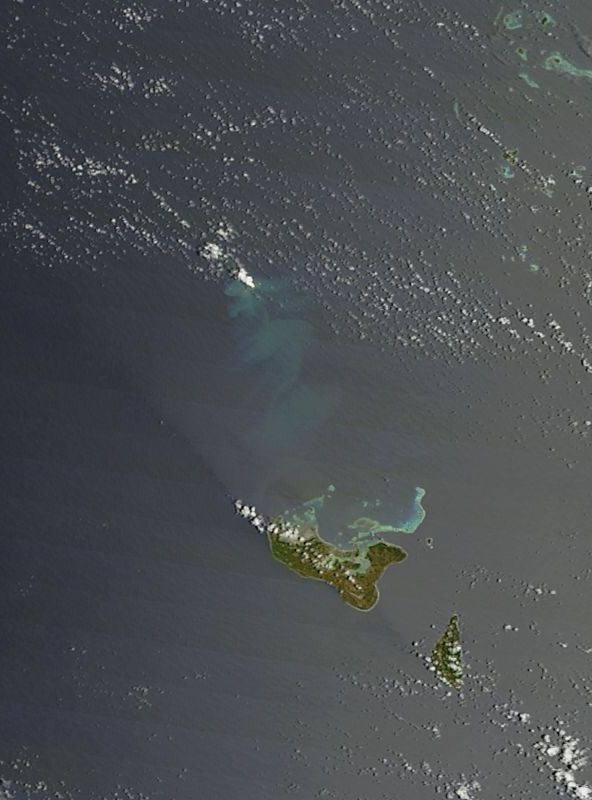
Hình ảnh vệ tinh của vụ phun trào núi lửa dưới nước tại Hunga Tonga

Vào tháng 11 và tháng 12 năm 2014, hoạt động của núi lửa tại núi lửa và một loạt các trận động đất đã xảy ra ở phía bắc Tonga trong vài tuần, cho thấy hoạt động núi lửa được làm mới trong khu vực.
Một vụ phun trào mới bắt đầu tại Hunga Tonga-Hunga Haʻapai 19 tháng 12 năm 2014. Ngư dân địa phương báo cáo một làn hơi nước trắng cao bốc lên từ đại dương trên đỉnh núi lửa dưới đáy biển. Hình ảnh vệ tinh được chụp vào ngày 29 tháng 12 cho thấy vụ phun trào vẫn tiếp diễn, với khói và tro bốc lên từ khu vực này, và nước biển bị đổi màu (có thể do khói và tro thải ra dưới bề mặt, hoặc do sự xáo trộn của đáy biển). Vụ phun trào tiếp tục vào năm 2015, với đám mây tro bụi cao 3 kilômét (9.800 ft)  lên bầu trời vào ngày 6 tháng 1 năm 2015.
Vụ phun trào bước vào một giai đoạn mới vào ngày 11 tháng 1 năm 2015, khi núi lửa bắt đầu gửi những đám tro bụi cao tới 9 kilômét (30.000 ft)  vào bầu trời. Một chuyến bay của Air New Zealand vào ngày 12 tháng 1 đã phải chuyển hướng đến Samoa, trong khi một số chuyến bay khác giữa New Zealand và Tonga đã bị hủy. Một đám tro bụi đạt 4,5 kilômét (15.000 ft)  vào ngày 13 tháng 1, và một lượng lớn nitơ và phosphor được giải phóng dưới nước đã tạo ra sự gia tăng đột ngột sự phát triển của tảo và gây ra thủy triều đỏ. Các quan chức xác định được hai lỗ thông hơi, một trên Hunga Haʻapai khác khoảng 100 mét (330 ft)  ngoài khơi và dưới nước. Những tảng đá lớn và tro ướt, dày đặc đã bị đẩy ra tới 400 mét (1.300 ft)  vào không khí. Đến ngày 16 tháng 1, một hòn đảo mới đã được hình thành do vụ nổ. Các quan chức Tongan ước tính hòn đảo mới dài 1 kilômét (0,62 mi)  rộng, 2 kilômét (1,2 mi)  dài và 100 mét (330 ft)  cao, mặc dù các nhà địa chất cho biết hòn đảo mới có thể sẽ tồn tại chỉ một vài tháng cho đến khi sóng biển làm nó suy yếu. Tro và mưa axit rơi xuống trong một khu vực khoảng 10 kilômét (6,2 mi)  từ hòn đảo mới, và Hunga Tonga và Hunga Haʻapai được cả núi trọc của thảm thực vật.
Bất chấp sự phun trào đang diễn ra của núi lửa, nó đã phun ra một đám mây hơi nước 1 kilômét (0,62 mi) lên không trung, các chuyến bay quốc tế đến Tonga đã hoạt động trở lại vào ngày 16 tháng 1, vì các chuyên gia về núi lửa và hàng không coi vụ phun trào không còn là mối đe dọa đối với máy bay.
Các nhà địa chất từ Tonga và New Zealand đến thăm núi lửa vào ngày 19 tháng 1 cho biết vụ phun trào đã dừng lain trong 24 giờ qua. Họ lưu ý rằng gần như tất cả các vụ phun trào hiện đang đến từ lỗ thông hơi trên hòn đảo mới, với những đám mây hơi nước tăng lên độ cao từ 7 đến 10 kilômét (4,3 đến 6,2 mi), và tro và đá được ném lên độ cao khoảng 200 đến 300 mét (660 đến 980 ft). Phát thải tro bị hạn chế, với đá mắc ma đập vào đại dương gây ra một số vụ nổ hơi nước. Nhóm nghiên cứu không tìm thấy mảnh vụn núi lửa nổi nào, chẳng hạn như bè đá bọt và mùi khí núi lửa không liên tục. Các quan chức Tongan đã thiết lập một khu vực 20 kilômét (12 mi) có đường kính xung quanh đảo để bảo vệ du khách khỏi đá, tro và mưa axit.
Các quan chức Tongan tuyên bố vụ phun trào vào cuối ngày 26 tháng 1, sau khi quan sát không có khí, tro hoặc đá mới nổi lên từ lỗ thông hơi trên đảo. Đến thời điểm này, hòn đảo dài 1 đến 2 kilômét (0,62 đến 1,24 mi) chiều rộng, 2 kilômét (1,2 mi) chiều dài và 120 mét (390 ft)  chiều cao. Hòn đảo mới đã kết hợp với Hunga Haʻapai và là khoảng 200 mét (660 ft) không kết hợp với Hunga Tonga. Người dân địa phương đến thăm hòn đảo cho biết chim biển đang làm tổ.

## Nghiên cứu khoa học sau 2015
Tro núi lửa hình thành nhiều Hunga Tonga-Hunga Haʻapai phản ứng với nước đại dương ấm xung quanh nó. Phản ứng hóa học này đã biến tro thành đá cứng hơn nhiều, và các nhà nghiên cứu núi lửa hiện tin rằng hòn đảo sẽ tồn tại trong vài thập kỷ chứ không bị xói mòn. Điều này làm cho Hunga Tonga-Hunga Haʻapai chỉ hòn đảo núi lửa thứ ba trong vòng 150 năm qua để tồn tại hơn một vài tháng.
Các nhà khoa học tại NASA ' Space Center Goddard đã học Hunga Tonga-Hunga ʻ apai, sử dụng nó như một mô hình cho các hình dạng núi lửa trên sao Hỏa. Trong một bài báo được công bố vào cuối năm 2017, các nhà khoa học kết luận rằng apai Hunga Tonga-Hunga Haʻapai bị xói mòn theo những cách đáng kể tương tự như mô hình xói mòn nhìn thấy trên địa hình tương tự như trên sao Hỏa. Các nhà khoa học lưu ý rằng điều này cho thấy Sao Hỏa đã từng bị nước tràn vào một thời gian ngắn, nhưng nước rút khá nhanh. Nghiên cứu sâu hơn về sự tương đồng giữa địa hình núi lửa Hunga Tonga-Hunga Ha ʻ apai và sao Hỏa là cần thiết.
Vào tháng 10 năm 2018, các nhà khoa học đã đến thăm hòn đảo và phát hiện ra rằng bề mặt của nó được bao phủ bằng sỏi, bùn dính và thảm thực vật. Hòn đảo này cũng đã được sinh sống bởi nhiều loại chim. Họ cũng phát hiện ra rằng hòn đảo dường như bị xói mòn nhanh hơn so với suy nghĩ trước đây do lượng mưa.